# Pepe Rubianes
José Rubianes Alegret, més conegut com a Pepe Rubianes   (Vilagarcía de Arousa, 2 de setembre de 1947 - Barcelona, 1 de març de 2009), fou un actor de teatre gallec establert a Catalunya i especialitzat en mim, imitacions i monòlegs. Destacà per la seva ironia, el seu àcid sentit de l'humor i la seva incontenible xerrameca esquitxada de constants renecs. Es definia com un «actor galaicocatalà: gallec perquè vaig nàixer a Galícia encara que quasi mai no hi he viscut, i català perquè sempre he viscut a Catalunya encara que mai no hi he nascut».

## Biografia
Pepe Rubianes va arribar de petit a Catalunya, on va estudiar, es va formar i va desenvolupar tota la seva carrera professional. Actuà tant en castellà com en català, encara que el més freqüent era que actués alternant improvisadament ambdós idiomes i intercalant alguna frase en gallec.
Des de molt jove mostrà la seva inclinació per la interpretació. Amb només 16 anys debutà en una obra de l'ONCE, però va ser a la Universitat de Barcelona, on es llicencià en filosofia, que es familiaritzà amb els escenaris. Primer s'uní al grup T.O.C. (Teatre Universitari de Càmera) i, posteriorment, s'integrà al NGTU (Nou Grup de Teatre Universitari) dirigit per Frederic Roda, on conegué els integrants de la futura companyia Dagoll Dagom amb la qual va col·laborar en diverses ocasions.

## Teatre
El 1977 va actuar a No hablaré en clase, la tercera obra de Dagoll Dagom, ja com a membre de la companyia. L'èxit de l'obra li feu plantejar, com a la resta de la formació, la possibilitat de dedicar-se professionalment al teatre. Presa aquesta decisió, el 1978 participà en la quarta obra de Dagoll Dagom, Antaviana, un musical que es convertí en un èxit de públic i crítica. Rubianes participà en la gira del grup per tot l'estat, i en les actuacions a França, Itàlia i Suïssa. El 1981 formà part del repartiment d'Operació Ubú d'Els Joglars, representada al Teatre Lliure.

### Rubianes, solamente
El 1981, decidí emprendre el seu camí en solitari. Estrenà el seu espectacle Pay-Pay, que representà durant tres anys en diverses sales de Barcelona i altres ciutats de la península, i en actuacions en solitari per Amèrica Llatina: Cuba, Mèxic, Panamà, Costa Rica, Nicaragua i Guatemala. El 1984 estrenà la seva segona obra, Ño, que representa a diverses ciutats de l'Estat espanyol, d'Argentina i Uruguai.
El 1987 estrenà Sin palabras i, el 1988, En resumidas cuentas..., antologia dels millors moments dels seus tres primers espectacles. Rubianes acabà la dècada del 1980 amb un gran prestigi, que ampliaria notablement en la dècada següent, amb obres d'èxit rotund com ¡Por el amor de Dios! (1991) i Ssscum! (1992), que el situaren entre els monologuistes reconeguts. A més, en els anys 1990 s'introduí en nous mitjans com la ràdio, el cinema i la televisió, que li atorgaren una gran popularitat. En aquest apartat destaca la seva participació com a protagonista de la sèrie per a televisió Makinavaja, l'adaptació d'una coneguda tira còmica del dibuixant Ivà. Aquest treball li oferí certa notorietat que es mantindria durant força temps. El 1995 estrenà a Barcelona el seu espectacle Rubianes: 15 años, que va aplegar els millors esquetxos dels seus espectacles en solitari des del 1980. El 1997 veié la llum el seu espectacle Rubianes, solamente. Amb ocasió del 70è aniversari de la mort del poeta Federico García Lorca, el 2006 presentà l'espectacle Lorca eran todos.

## Polèmiques
El gener del 2006 fou objecte d'atenció mediàtica per la seva intervenció a El club, un conegut programa de TV3, en la qual, responent a una pregunta del presentador, Albert Om, sobre la seva actitud respecte a la unitat d'Espanya, va replicar: A mi la unidad de España me suda la polla por delante y por detrás. Y que se metan a España ya en el puto culo, a ver si les explota dentro y les quedan los huevos colgando del campanario. Posteriorment, davant la commoció causada per aquestes declaracions, es disculpà públicament i matisà que aquests comentaris anaven referits a una determinada concepció d'Espanya: «jo vaig insultar l'Espanya que va matar Lorca. Respecto l'Espanya democràtica i constitucional. Aquesta Espanya em mereix tots els meus respectes i, a més, hi pertanyo».
La companyia de Rubianes fou contractada pel director del Teatro Español de Madrid (de titularitat municipal), Mario Gas, per representar l'obra Lorca eran todos en el marc d'un cicle d'homenatge al poeta granadí durant el mes de setembre de 2006. Després de les protestes, i fins i tot amenaces, com explicà la regidora de l'Ajuntament de Madrid, Alícia Moreno, en contra de la representació en un teatre de titularitat pública, l'actor decidí retirar de forma voluntària el seu espectacle a causa de l'«agressiu ambient» i «a aquest efecte d'alliberar als seus gestors de la pressió a què estan sent sotmesos». El director del teatre, Mario Gas, considerà presentar la dimissió pels fets. Un portaveu autonòmic madrileny explicà: «és impresentable i intolerable que l'actor pretengués amb els diners de tots beneficiar-se de contractacions en espais públics», i va afegir que «és inadmissible en una persona que es dedica a insultar Espanya i els espanyols». L'actor destacà que, fins al moment, la presentació de l'obra en diferents ciutats espanyoles no li havia generat cap problema i va tornar a atribuir a una campanya de «la dreta més rància» la situació creada a Madrid. Rubianes, agraí i acceptà l'oferta que li havia fet Comissions Obreres per representar Lorca eren tots a l'auditori del sindicat a Madrid.
Pepe Rubianes morí l'1 de març del 2009 a l'edat de 61 anys a causa d'un càncer de pulmó que se li havia diagnosticat un any abans. El 2014 es va fer públic que l'Ajuntament de Barcelona li dedicaria una plaça de l'Avinguda del Paral·lel. El maig de 2017, l'Ajuntament va fer públic que tenia intenció de posar-li el nom de Pepe Rubianes al carrer de l'Almirall Cervera al barri de La Barceloneta, fet que finalment va fer el 15 d'abril de 2018, entre queixes dels descendents de Cervera.

## Espectacles propis
- 1983 - Pay-Pay
- 1984 - Ño
- 1987 - Sin palabras.
- 1988 - En resumidas cuentas...
- 1991 - ¡Por el amor de Dios!
- 1992 - Ssscum!
- 1995 - Rubianes: 15 años.
- 1997 - Rubianes, solamente (editat en DVD)
- 2006 - Lorca eran todos
- 2008 - La sonrisa etíope

### Participació en altres espectacles
- 1977 - No hablaré en clase, de Dagoll Dagom
- 1978 - Antaviana, de Dagoll Dagom
- 1981 - Operació Ubú, d'Els Joglars
- 2009 - Spamalot, del Tricicle

## Televisió
- 1995 - Makinavaja, TVE1
- 1999 - L'entrevista del mil·lenni a Malalts de tele', TV3

## Cinema
- 1997 - El crimen del cine Oriente
- 1996 - La parabólica (curtmetratge)
- 1995 - El perquè de tot plegat
- 1993 - Cràpules
- 1992 - No et tallis ni un pèl
- 1990 - Boom boom
- 1987 - Barrios altos
- 1985 - Un parell d'ous
- 1981 - La batalla del porro
- 1979 - Salut i força al canut
- 1979 - Por el imperio hacia Dios (curtmetratge)

## Llibres publicats
- 1999 - Radiografía de un hombre libre
- 2004 - Metiendo caña (en col·laboració amb Carles Flavià)
- 2008 - Me voy
- 2010 -  Poemas africanos.  Badalona: Ars Llibres SCCL, 2010. ISBN 978-84-937682-1-8.
- 2014 - Después de despedirme[19]
- 2019 - A mi no me callan: Monólogos, compromiso y vida terrenal
- 2019 - Gallardo, Miguel. Rubianes, solamente: los mejores monólogos ilustrados, nene.  Barcelona: Random Comics, 2019. ISBN 978-84-17247-58-4.[20]